# Кайботт, Гюстав
Гюста́в Кайбо́тт (фр. Gustave Caillebotte; 19 августа 1848, Париж, Вторая Французская республика — 21 февраля 1894, Женвилье, близ Аржантёя, Третья Французская республика) — французский коллекционер и живописец, представитель импрессионизма. Один из «отцов филателии».

## Биография
Гюстав Кайботт родился 19 августа 1848 года в Париже в семье, принадлежавшей к высшим слоям парижского общества. Его отцу, Марсиалю Кайботту (фр. Martial Caillebotte) (1799—1874), досталось в наследство текстильное производство, он также служил судьей в Сенском трибунале по торговле. Марсиаль Кайботт дважды овдовел, прежде чем женился на матери Гюстава, Селесте Дофрен (фр. Céleste Daufresne, 1819—1878). Помимо Гюстава у них было ещё двое сыновей — Рене (1851—1876) и Марсиаль (1853—1910), проявивший себя как композитор и фотограф.
Кайботт родился в доме на парижской улице Фобур-Сен-Дени и жил там до 1866 года, пока его отец не построил дом на улице Миромениль в Париже. Семья Гюстава проводила летом много времени в Йере — городе на одноимённой реке примерно в 15 км к югу от Парижа, после того как в 1860 году Марсиаль Кайботт купил там поместье. Примерно в это время Гюстав стал заниматься живописью. Многие картины Кайботта изображают членов его семьи и повседневную жизнь. На полотне «Молодой человек у окна» (1875) запечатлен Рене в доме на улице Миромениль, а на «Апельсиновых деревьях» (1878) изображён Марсиаль с двоюродной сестрой Зое в их саду в Йере; на «Портретах в сельской местности» (1875) изображены мать Кайботта, его тётя, кузина и друг семьи.

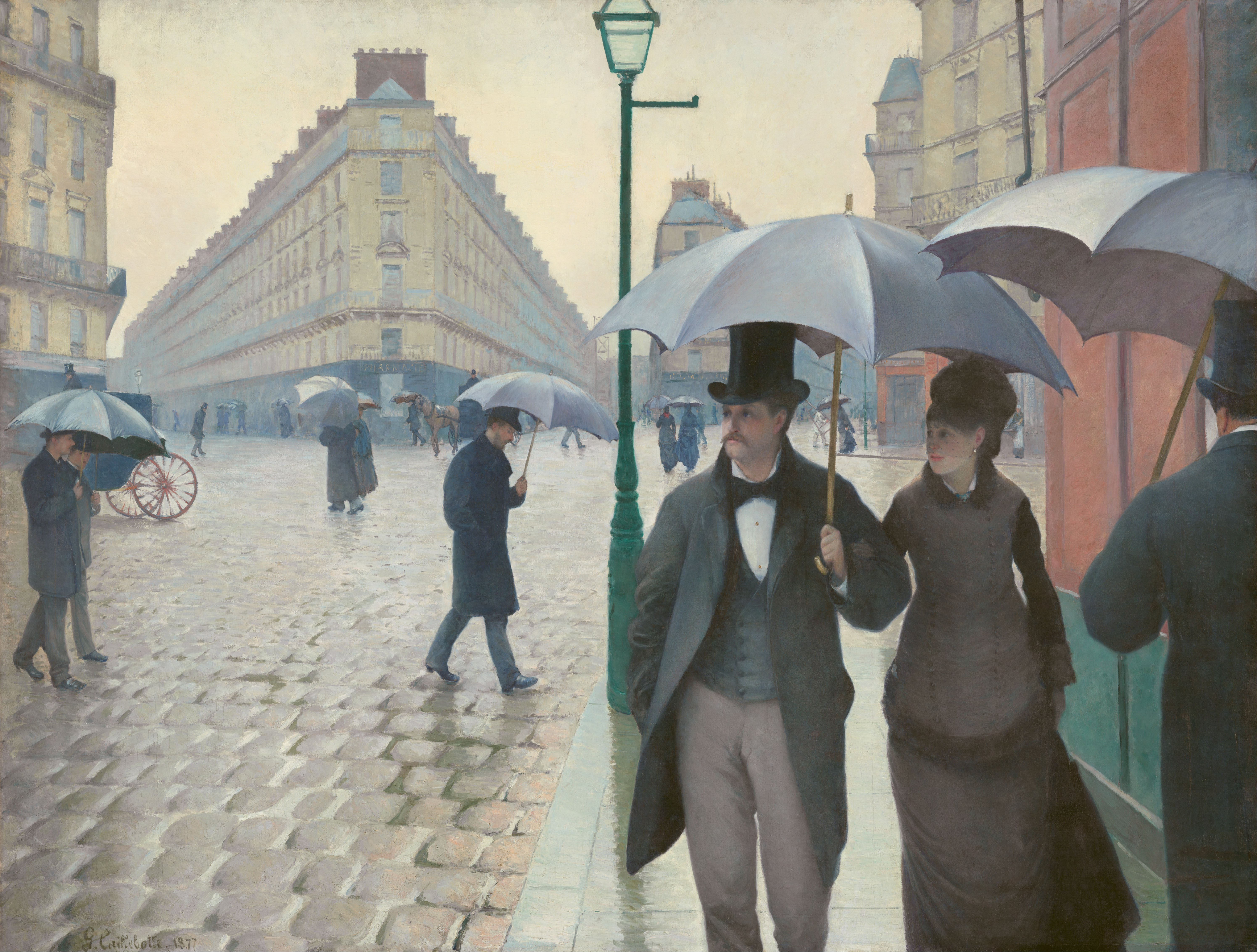
Гюстав Кайботт. Дождливый день в Батиньольском квартале 1877. Институт искусств, Чикаго

Кайботт завершил юридическое образование в 1868 году в лицее Людовика Великого и получил лицензию на практическую деятельность в 1870 году. Вскоре после этого он принял участие во франко-прусской войне. После войны Кайботт посещал студию художника Леона Бонна, где изучал живопись. В 1873 году Кайботт поступил в школу изящных искусств, но, по-видимому, учился в ней недостаточно серьёзно. В это же время он встретился и познакомился с несколькими художниками, работавшими вне рамок официальных французских академий, в том числе с Эдгаром Дега и Джузеппе де Ниттисом, и посетил первую выставку импрессионистов в 1874 году (но не участвовал в ней).

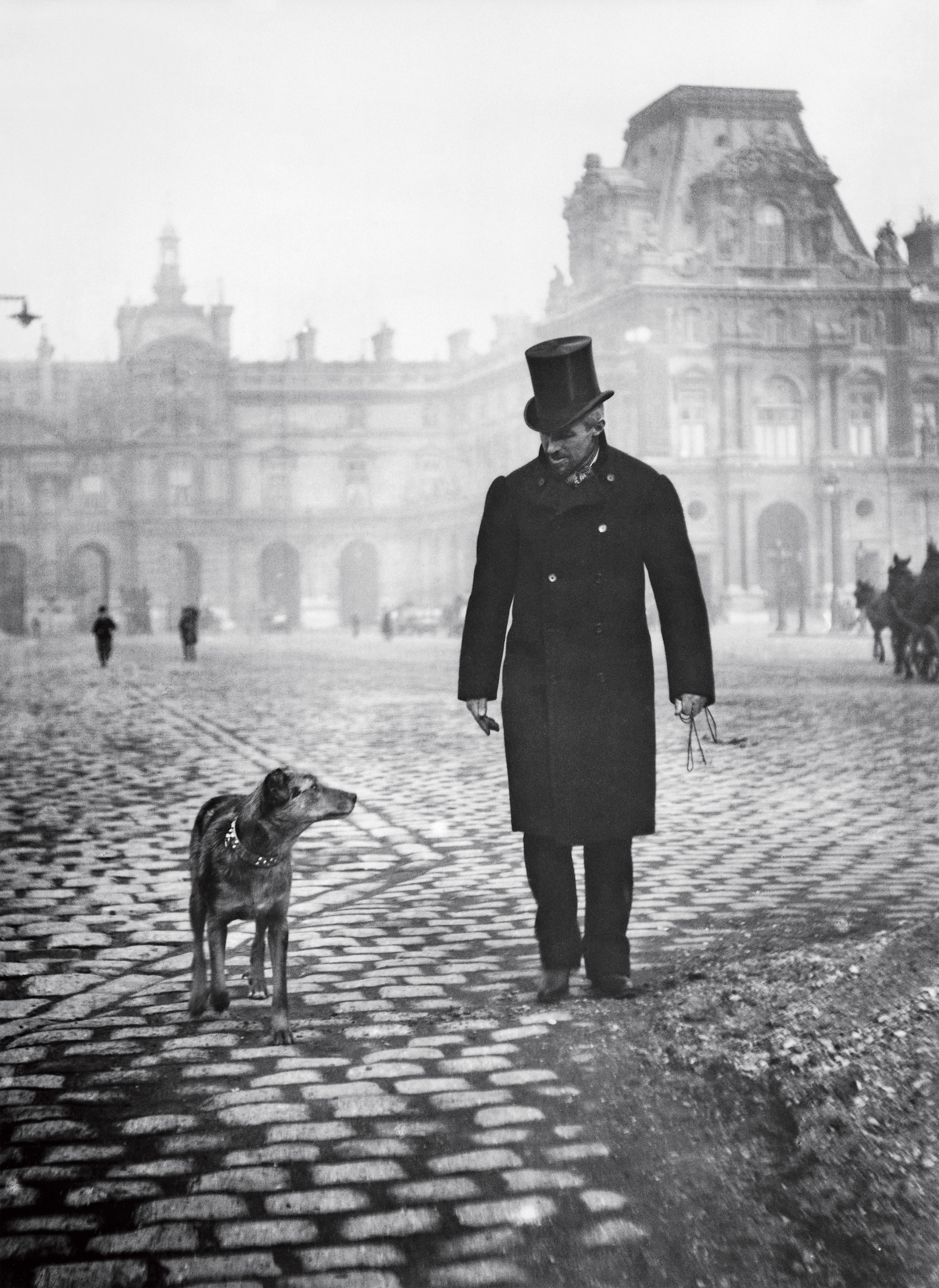
Гюстав Кайботт со своей собакой Бержер на площади Каррузель в Париже. Снимок сделан около 1892 года Марсиалем Кайботтом

После смерти отца в 1874 году и матери в 1878 году Гюстав получил солидное состояние, что позволило ему заниматься живописью, не заботясь о продаже своих работ. У него также появилась возможность участвовать в финансировании выставок импрессионистов и поддерживать его коллег и друзей-художников (в том числе Клода Моне, Огюста Ренуара, Камиля Писарро и др.), покупая их работы, а также — по крайней мере, в случае Моне — оплачивая аренду студии. По свидетельству Ренуара, «Кайботт собрал самую значительную по тому времени коллекцию произведений своих друзей. Его восторженные приобретения часто совпадали с самым критическим моментом. Скольким помогла выпутаться с платежами в конце месяца его щедрая прозорливость!»
После смерти родителей Гюстав долгое время жил со своим братом Марсиалем: вначале в Париже, затем в Женвилье, где они приобрели имение. Братьев объединяли общие интересы (коллекционирование фаянса, филателия, парусный спорт); в своих фотографиях Марсиаль нередко воспроизводил композицию живописных произведений брата. В 2011 году в парижском музее Жакмар-Андре прошла посвящённая обоим братьям выставка под названием «Dans l’intimité des frères Caillebotte. Peintre et Photographe» («Личный мир братьев Кайботт. Художник и фотограф»). С 2013 года одна из улиц в XX округе Парижа носит имя Гюстава и Марсиаля Кайботтов (rue Gustave-et-Martial-Caillebotte).
Гюстав Кайботт скончался от отёка лёгких 21 февраля 1894 года во время работы в своём саду в Женвилье. Он похоронен на кладбище Пер-Лашез в Париже.
Длительное время репутация Кайботта как мецената была значительно выше, чем его репутация художника. Через семьдесят лет после его смерти историки искусства начали пересматривать его художественное наследие.

## Творчество

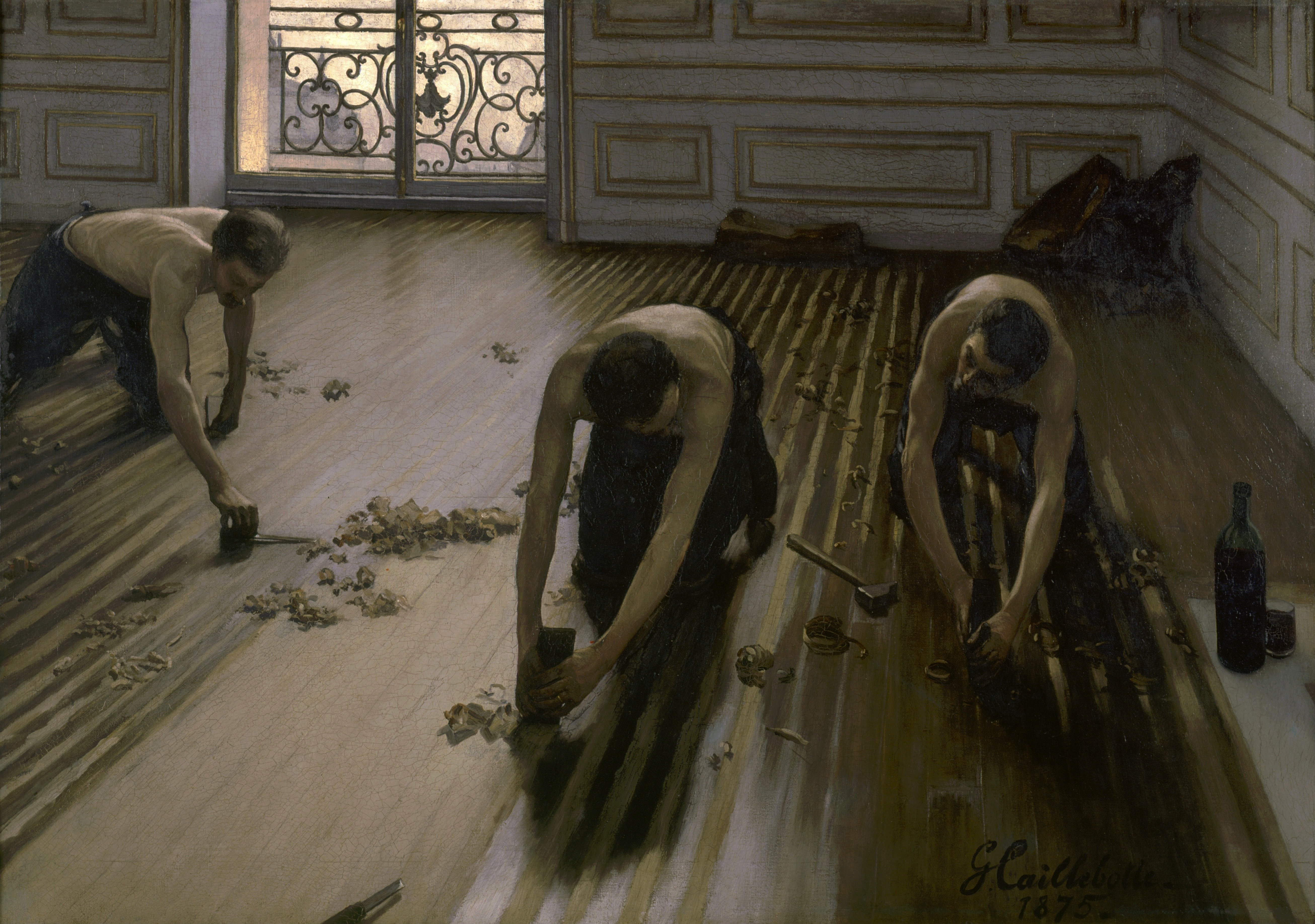
Паркетчики, 1875, Музей Орсе, Париж. Подобно Дега, Кайботт стремился к реалистичной передаче динамики повседневной жизни

Кайботт писал в стиле импрессионизма. Как и его предшественники Жан-Франсуа Милле и Гюстав Курбе, а также его современник Дега, Кайботт хотел изображать реальность такой, как она есть и как он её видит, надеясь таким образом уменьшить присущую живописи драматичность. Он также разделял приверженность импрессионистов к передаче реальности. Кайботт писал много семейных сцен, интерьеров и пейзажей в Йере, но наиболее известными его картинами стали полотна, посвящённые Парижу, как, например, «Паркетчики» (1875), «Мост Европы» (1876) и «Дождливый день в Батиньольском квартале» (1877). Эти полотна вызывали споры из-за их незамысловатого, зачастую очень простого сюжета и преувеличенно углублённой перспективы. Наклонная поверхность, общая для этих картин и возникшая под влиянием японской графики и новой технологии фотографии, является характерной чертой творчества Кайботта. Приёмы усечения и увеличения, встречающиеся в работах Кайботта, возможно, являются следствием его интереса к фотографии. Во многих работах Кайботт использует очень высокий угол зрения, как, например, в изображении балконов на картинах «Крыши под снегом» (1878) и «Бульвар, вид сверху» (1880).
В живописной карьере Кайботта наступил резкий спад в 1890-х годах, когда он перестал писать крупноформатные полотна и выставлять свои работы. В 1881 году он приобрёл в собственность поместье в Пети-Женвилье на берегу Сены близ Аржантёя и переехал туда жить в 1888 году. Он посвятил себя садоводству и строительству гоночных яхт, проводил много времени с братом Марсиалем и другом Ренуаром, которые часто останавливались в Пети-Женвилье. Как утверждают многие источники, незадолго до смерти у него была любовная связь с женщиной гораздо моложе его, Эмили Шлаух, однако этому нет официальных свидетельств.

## Увлечения и коллекции Кайботта

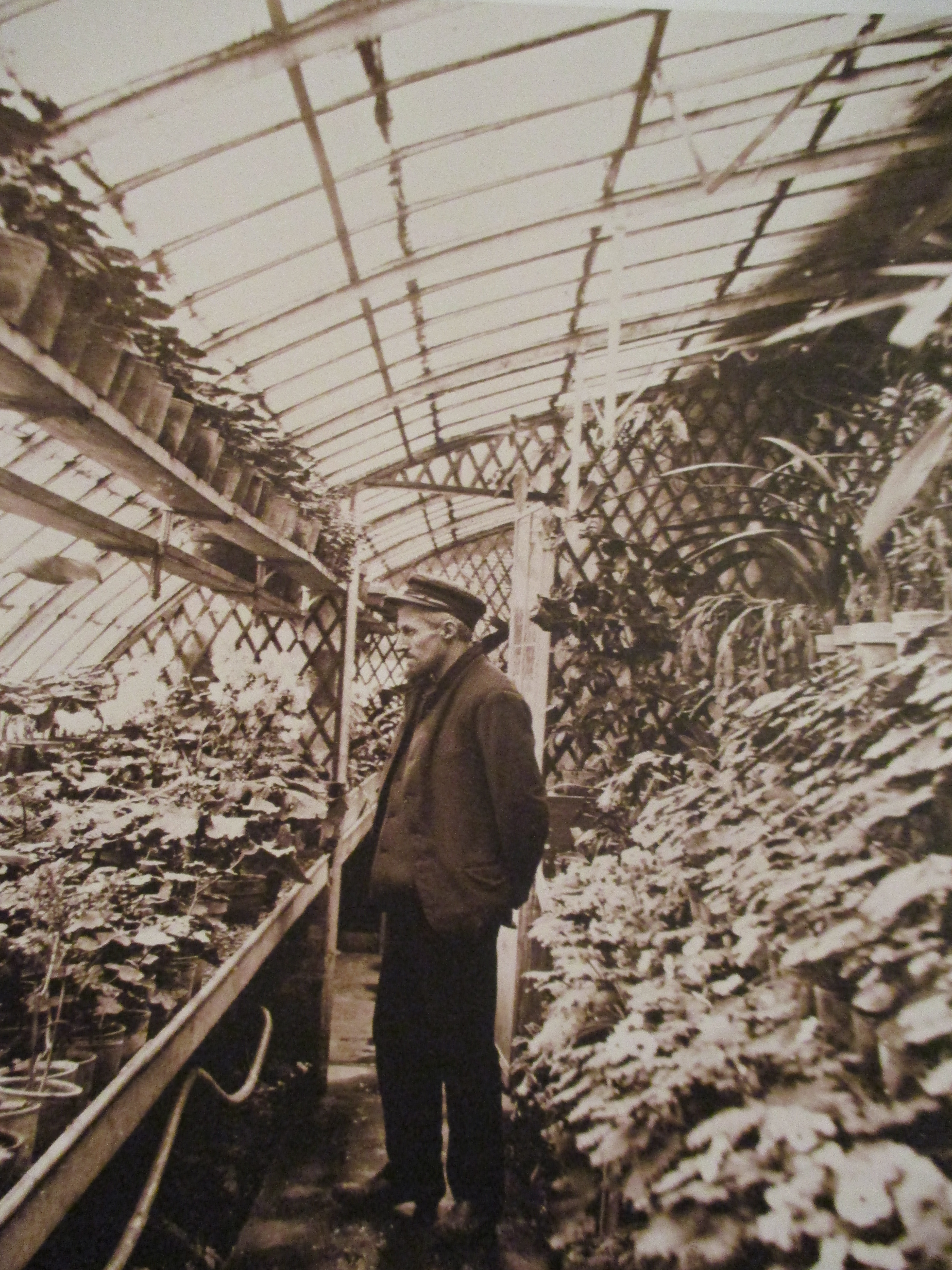
Кайботт в своей теплице (Женевилье, 1892)

Кайботт использовал своё состояние для финансирования различного рода хобби, которыми он занимался с большим воодушевлением, в том числе разведением орхидей, строительством яхт, и даже дизайном текстиля — женщины на его картинах «Мадемуазель Буасьер за вязанием» (1877) и «Портрет мадам Кайботт» (1877), вероятно, работали по образцам, созданным Кайботтом.
Одним из серьёзных увлечений художника было коллекционирование почтовых марок, в чём он настолько преуспел, что был посмертно внесён (вместе с братом Марсиалем) в почётный «Список выдающихся филателистов» как один из «отцов филателии». Собранная братьями филателистическая коллекция теперь находится в Британском музее.
В своем завещании Кайботт подарил большую коллекцию живописи французскому правительству. Эта коллекция включала шестьдесят восемь картин различных художников: Камиля Писарро (19), Клода Моне (14), Пьера-Огюста Ренуара (10), Альфреда Сислея (9), Эдгара Дега (7), Поля Сезанна (5) и Эдуара Мане (4).
На момент смерти Кайботта импрессионисты всё ещё были не в чести у французского истеблишмента от искусства, где по-прежнему доминировали представители академического направления, в особенности у Академии изящных искусств. Кайботт понял, что шедевры его коллекции, вероятно, исчезнут на «чердаках» и в «провинциальных музеях». Поэтому он завещал разместить свою коллекцию в Люксембургском дворце, где находились работы современных художников, а затем в Лувре.
Французское правительство не согласилось с этими условиями. В феврале 1896 года оно, наконец, заключило с Ренуаром, который был душеприказчиком Кайботта, соглашение, согласно которому тридцать восемь картин были размещены в Люксембургском дворце. Остальные двадцать девять картин (одну Ренуар взял в качестве оплаты за свои услуги душеприказчика) предлагались французскому правительству ещё дважды — в 1904 и 1908 годах, и оба раза был получен отказ. Когда правительство наконец попыталось потребовать их в 1928 году, этому воспротивилась вдова сына Кайботта. Большинство оставшихся работ были приобретены Альбертом К. Барнсом и в настоящее время принадлежат Фонду Барнса в Филадельфии. Жан Ренуар в своей книге об отце приводит его рассказ о переговорах с чиновником Департамента изящных искусств: «Моне и Дега, за несколькими исключениями, показались чиновнику приемлемыми. Он допускал и „Мулен де ла Галетт“ в качестве народной сцены. „Я люблю народ“. Но добравшись до Сезанна, чиновник завопил: „Не говорите мне, что Сезанн художник. У него есть деньги — его папаша банкир, и он пишет для препровождения времени… Меня не удивит, если окажется, что он пишет с единственной целью посмеяться над нами“.»
Сорок работ самого Кайботта находятся сейчас в Музее Орсэ. Его полотно «Человек на балконе, бульвар Осман», написанное в 1880 году, было продано в 2000 году за более чем 14,3 миллионов долларов США. Другая картина, «Мужчина в ванной» (1884), была продана в 2011 году примерно за 17 миллионов долларов США.

## Галерея

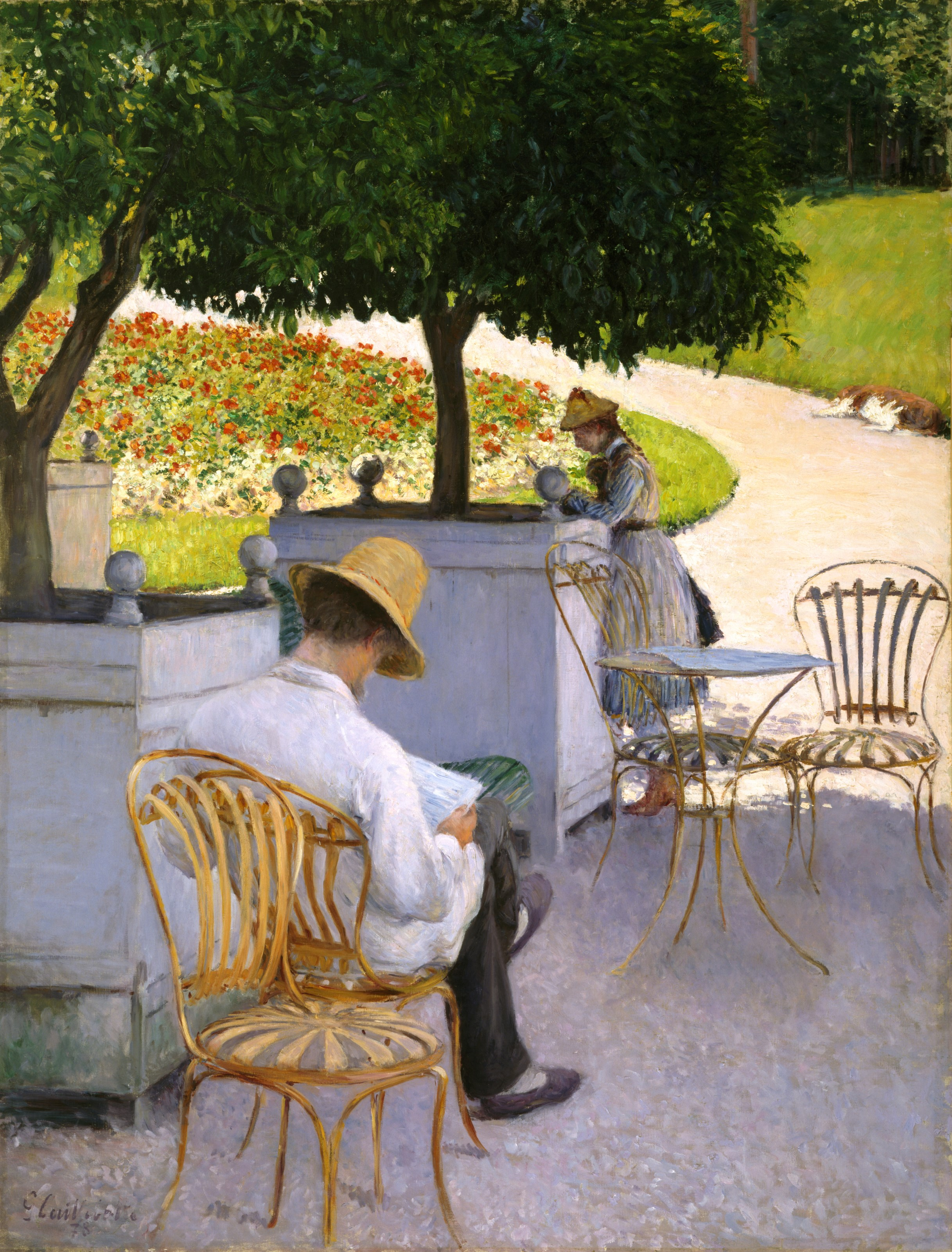
Апельсиновые деревья
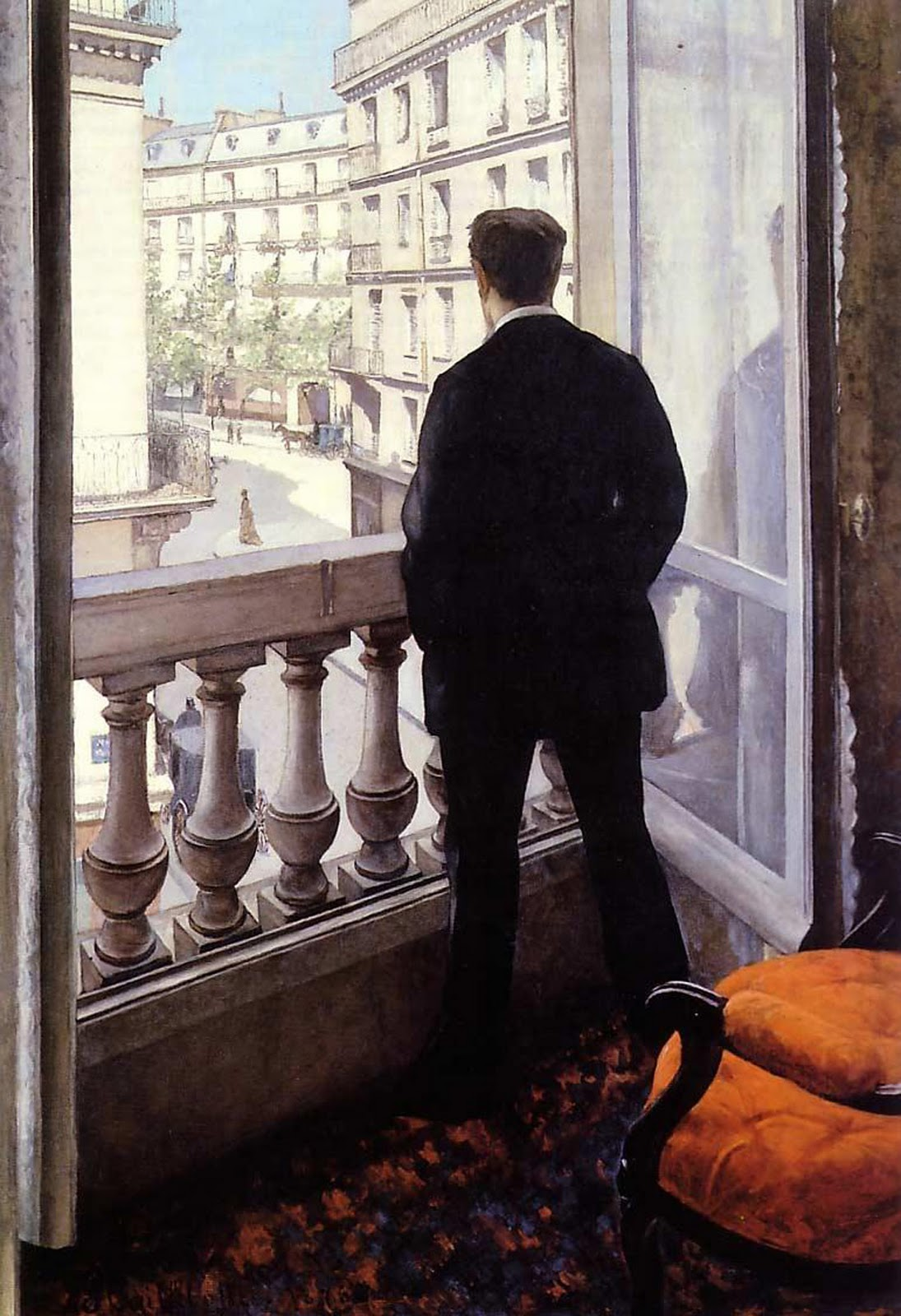
Молодой человек у окна
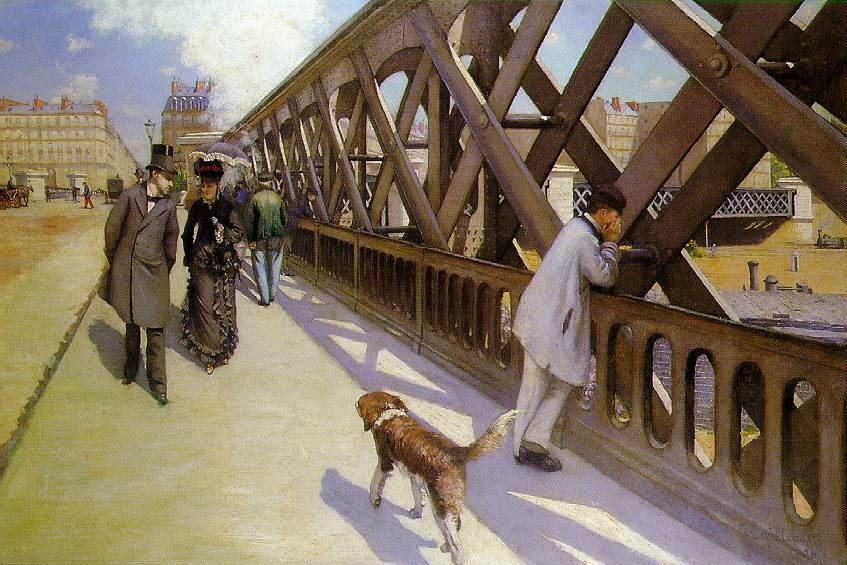
Мост Европы
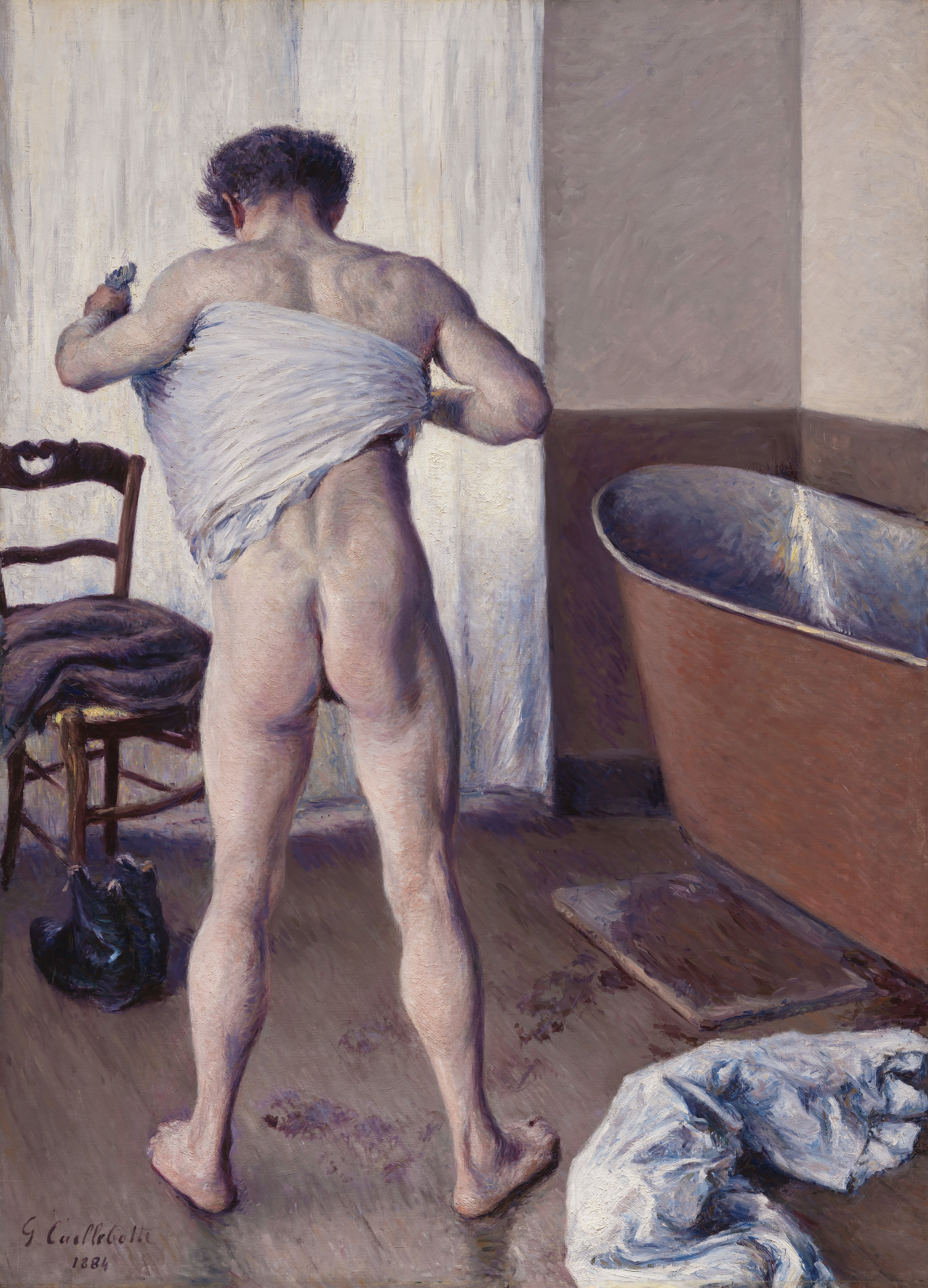
Мужчина в ванной
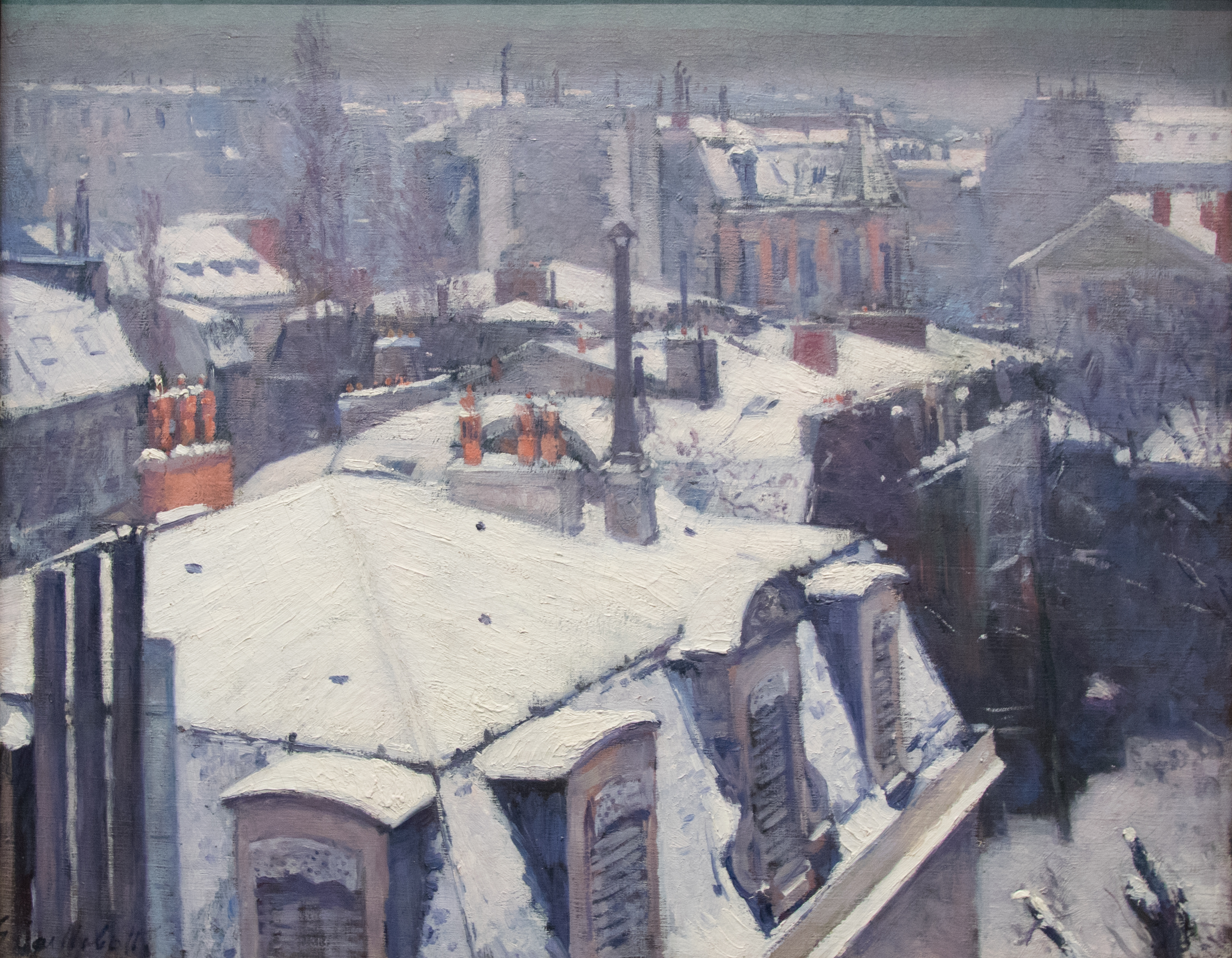
Крыши под снегом
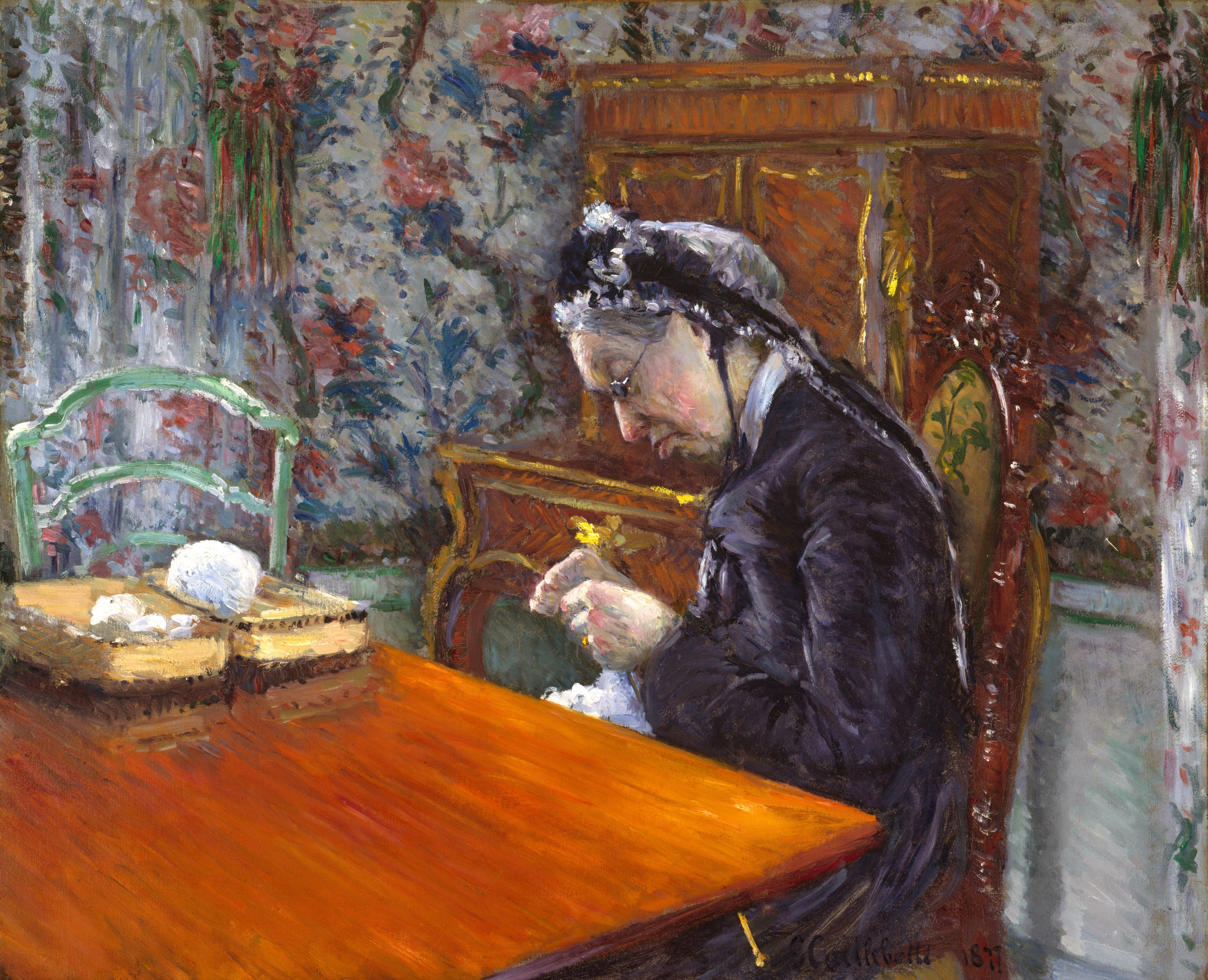
Мадемуазель Буасьер за вязанием
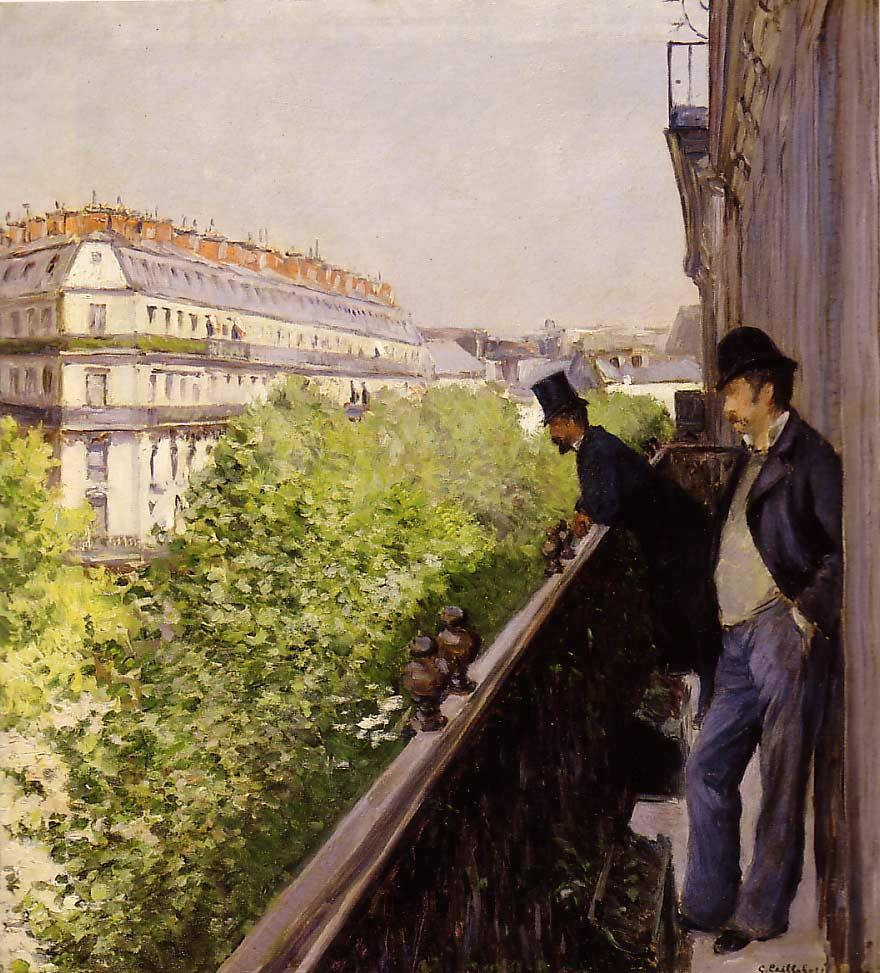
Балкон. Бульвар Осман (1880), Музей Тиссена-Борнемисы, Мадрид
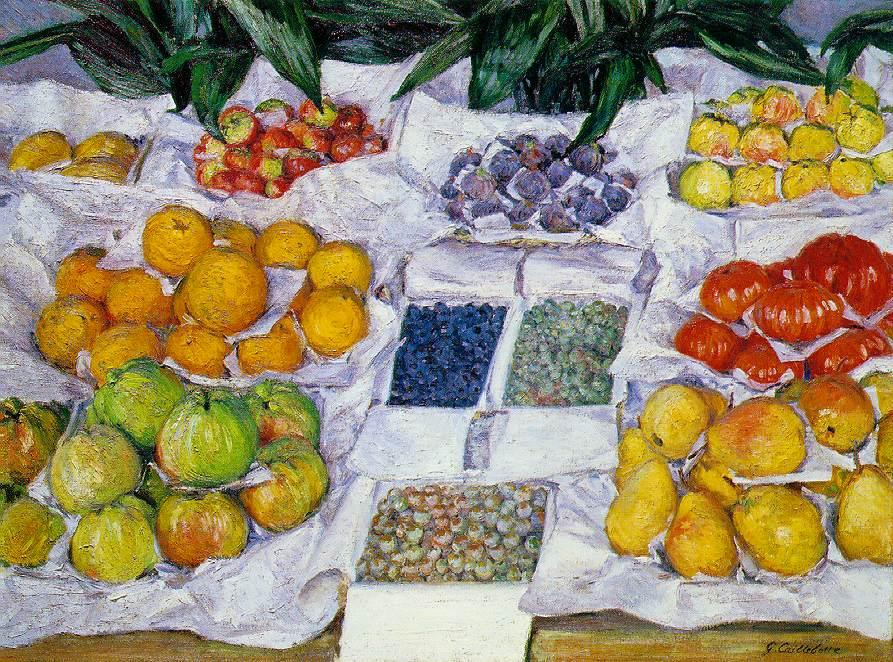
Фрукты на лотке (1882)
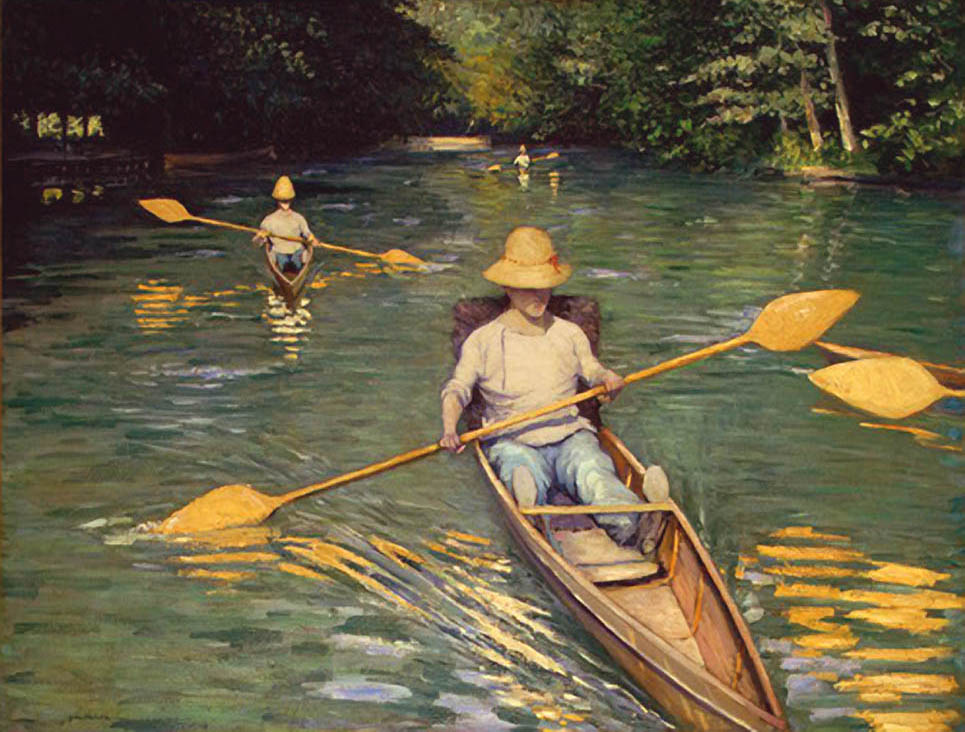
Гребцы (1877), Национальная галерея искусства, Вашингтон, округ Колумбия
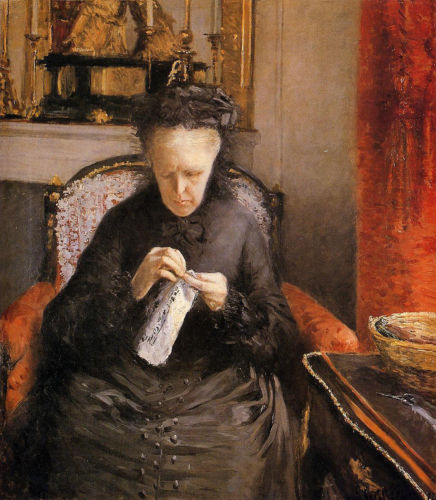
Портрет мадам Кайботт, матери живописца (1876)
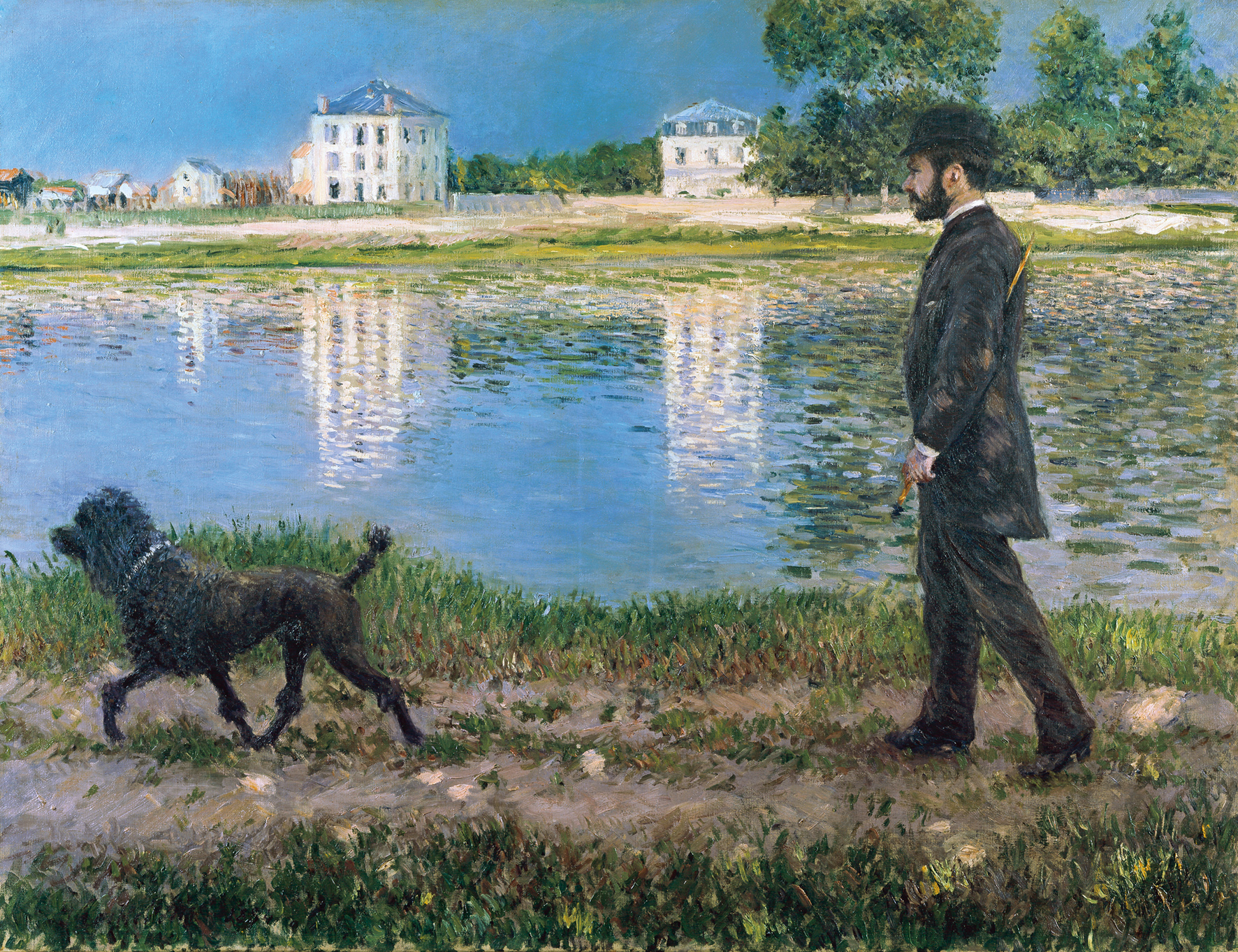
Ришар Галло и его собака Дик на берегу Сены в Пти-Женвилье (ок. 1884), частное собрание
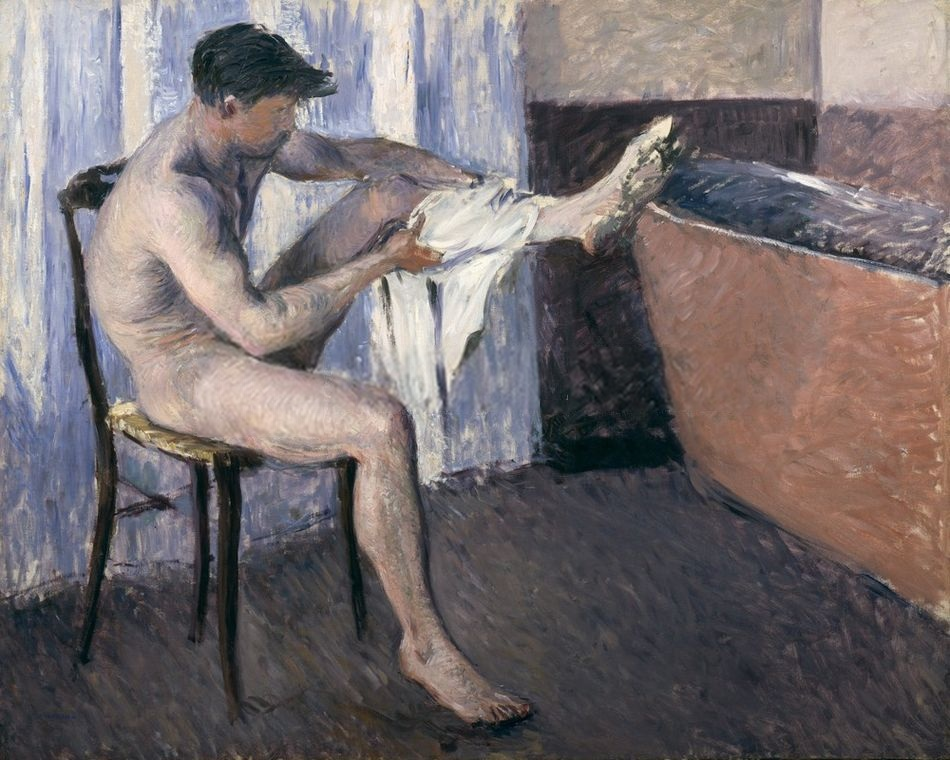
Мужчина, вытирающий ноги (1884),  частное собрание
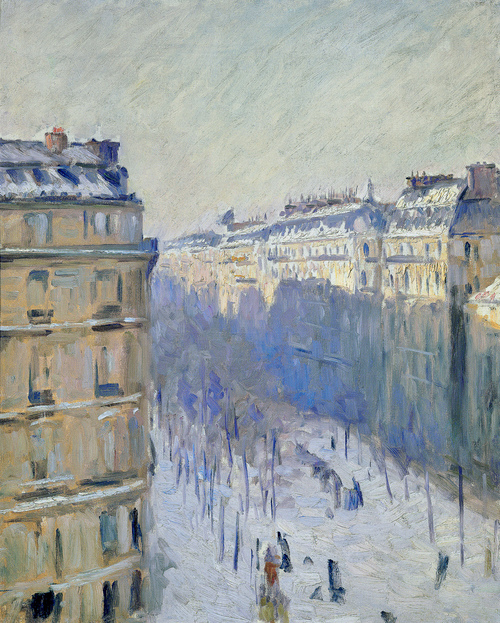
Бульвар Осман, эффект снега (1880).
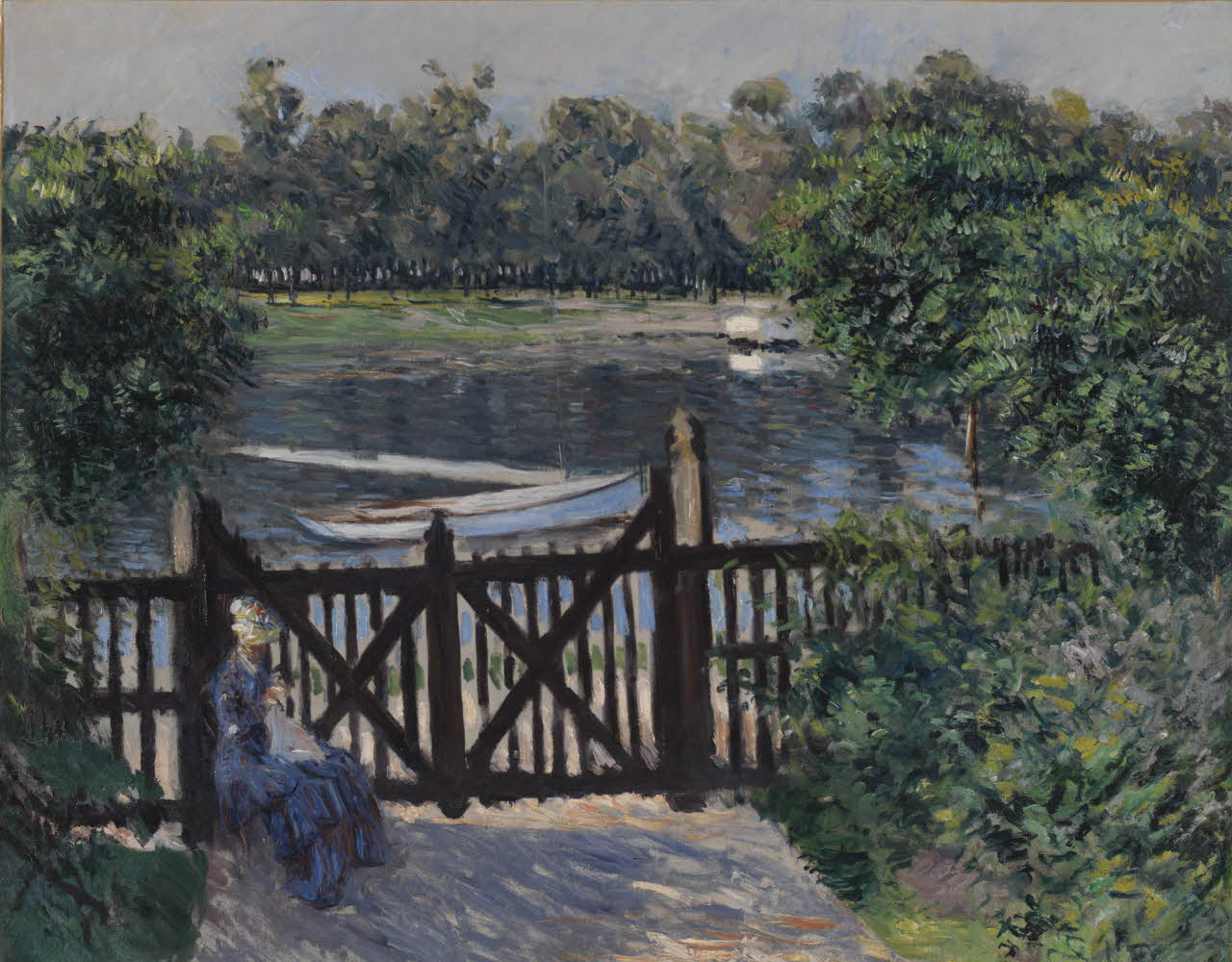
Садовые ворота, Пти-Женвилье (1893)
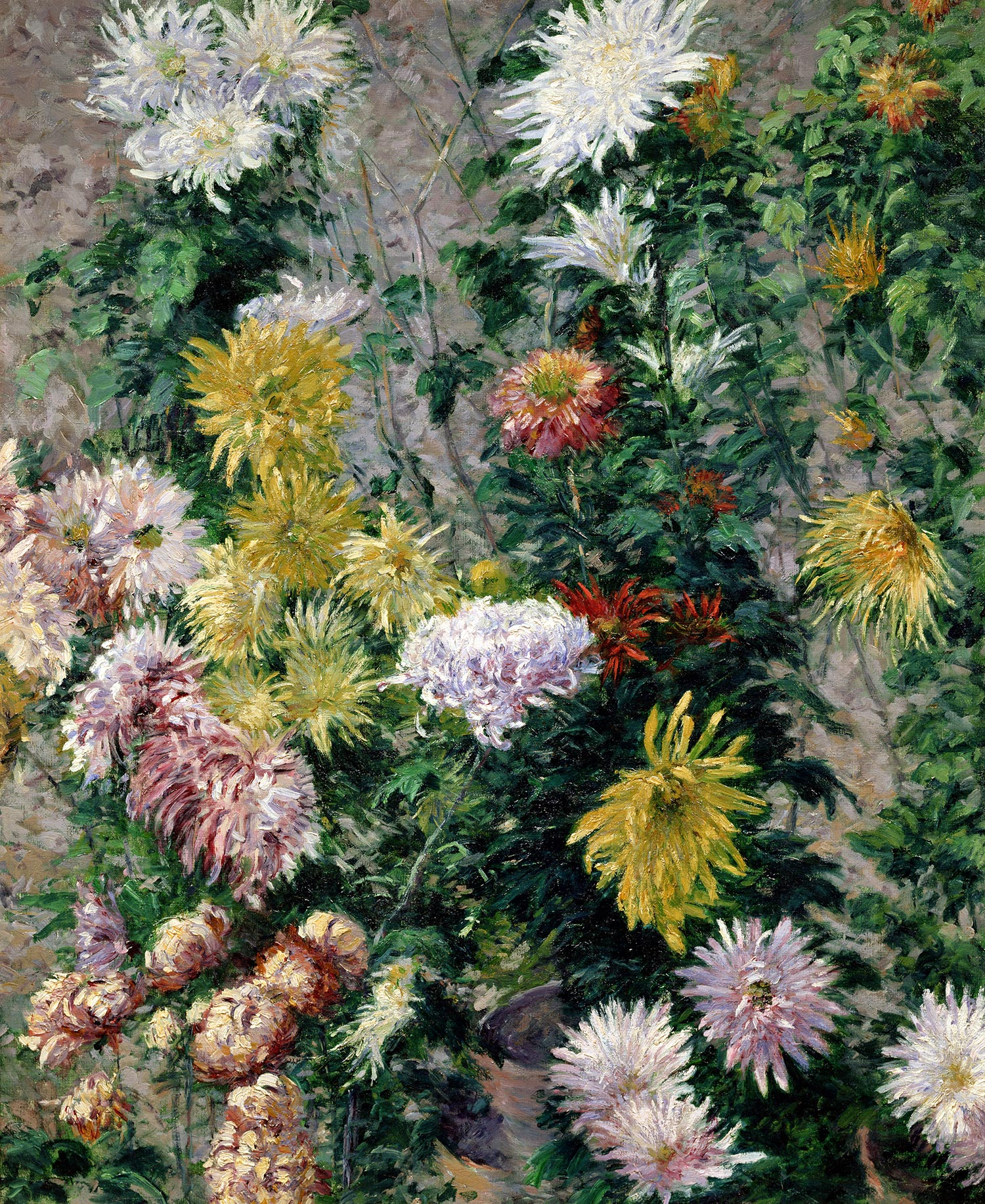
Хризантемы, жёлтые и белые, сад Пти-Женвилье (1893), Музей Мармоттан-Моне, Париж